# Pedro Acevedo (Fußballspieler, 1973)
Pedro Mauricio Acevedo Melani (* 21. September 1973 in Santiago de Chile) ist ein ehemaliger chilenischer Fußballspieler auf der Position des Abwehrspielers.

## Karriere
Pedro Acevedo begann seine Profikarriere 1994 beim CD Cobresal. 1998 gewann der Verein aus dem Norden des Landes die Meisterschaft der Primera B. 2000 spielte der Verteidiger eine Saison bei Rekordmeister CSD Colo-Colo, setzte sich aber nicht im Team durch und ging schon 2001 zu Unión Española. 2004 wechselte der Defensivakteur zu Deportes Concepción und verbrachte seine letzten Karrierejahre beim CD Santiago Morning, mit dem er als Meister der Primera B den Aufstieg 2005 feierte.

## Erfolge
Cobresal
- Primera B: 1998

Santiago Morning
- Primera B: 2005